# Der schwarze Hexenmeister

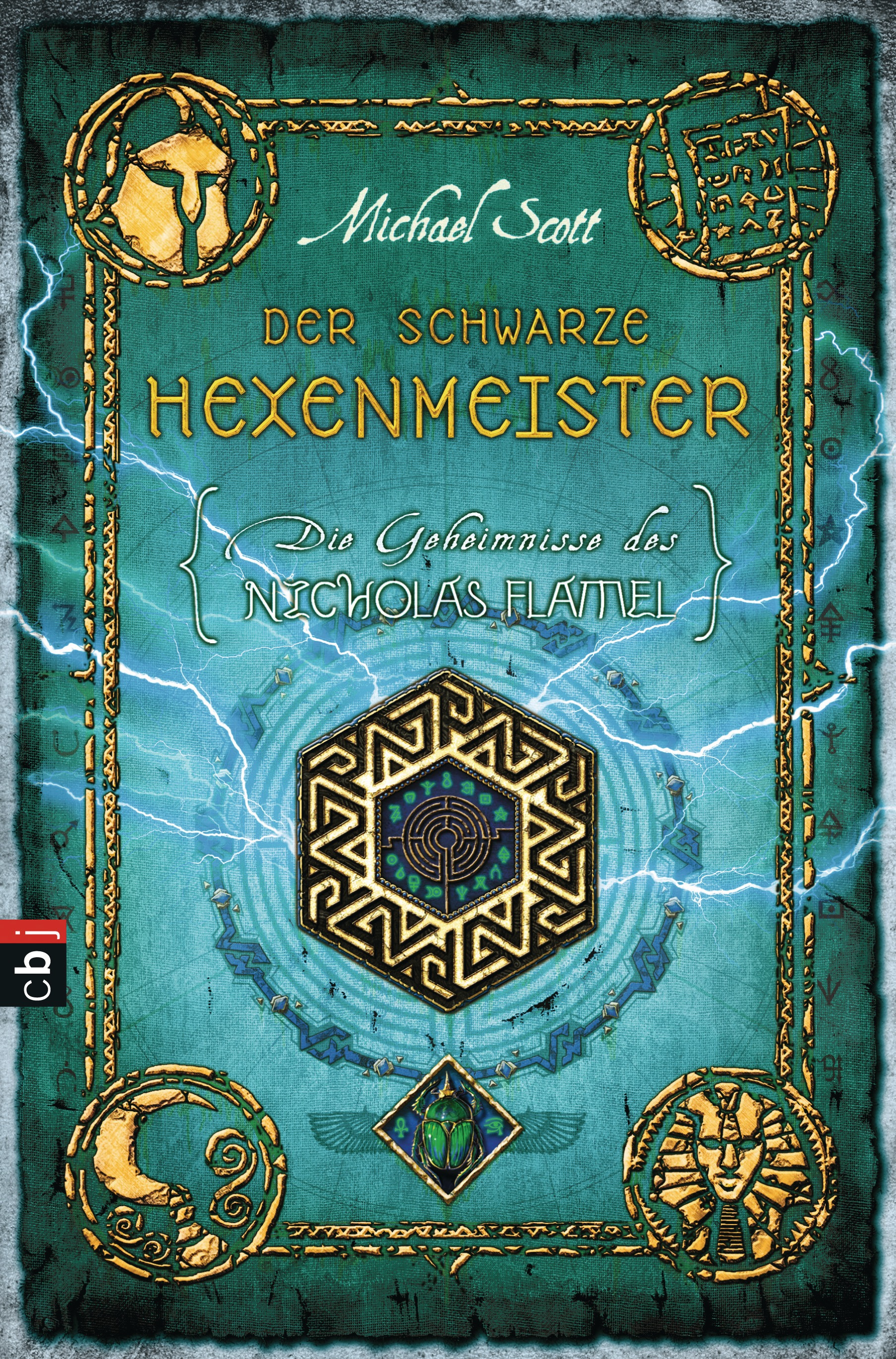
Cover der deutschen Erstausgabe

Der schwarze Hexenmeister (Originaltitel: The Secrets of the Immortal Nicholas Flamel – The Warlock) ist ein Fantasyroman des irischen Autors Michael Scott aus dem Jahr 2011 und bildet den fünften Teil der Reihe Die Geheimnisse des Nicholas Flamel. Die deutsche Ausgabe wurde von Ursula Höfker übersetzt und ist am 19. März 2012 im cbj-Verlag erschienen.

## Aufbau
Das Buch umfasst 432 Seiten und besteht aus einem Vorwort Perenelle Flamels („aus dem Tagebuch von Nicholas Flamel, Alchemyst“), 56 Kapiteln (datiert auf Mittwoch, 6. Juni), einer „Anmerkung des Autors“, in der Michael Scott über Vimanas und das Fliegen erzählt (beides spielt im Buch eine wichtige Rolle), und einer Danksagung. Zusätzlich wurde vor der Danksagung das Vorwort des sechsten Bandes eingefügt. Die Widmung des Buches lautet:

„Dies ist für Anna
sapientia et eloquentia“

„Weisheit und Redekunst“

## Titel

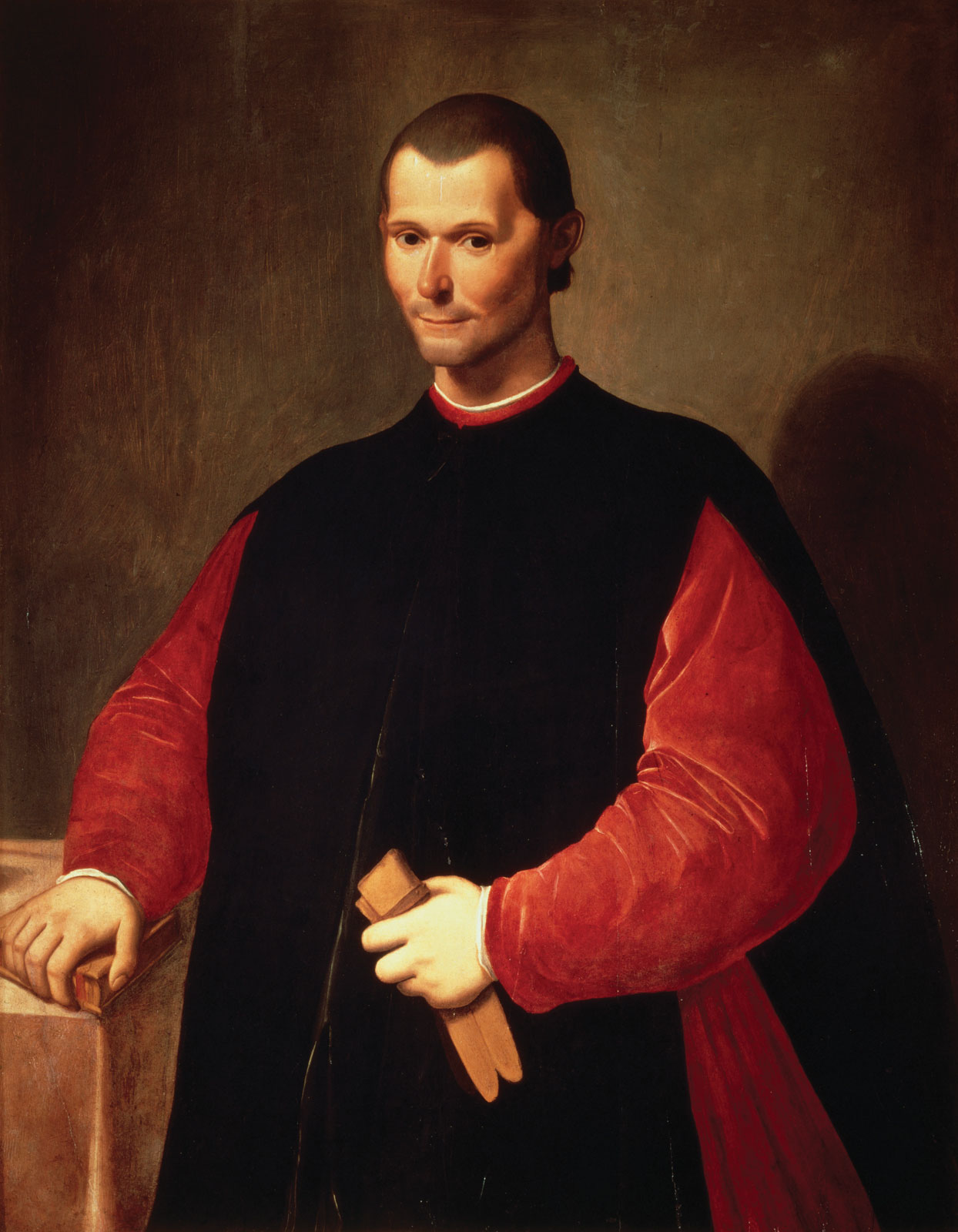
Niccolò Machiavelli ist die Titelfigur des Buches

Zwar lautet die wörtliche Übersetzung von Warlock tatsächlich Hexer oder Hexenmeister, der Autor verwendet in diesem Buch aber die (inzwischen veraltete) Bedeutung Schwurbrecher. Daher ist die Übersetzung des Titels als Der schwarze Hexenmeister (zunächst war der geplante deutsche Titel Der Hexer) nicht korrekt. Der Titel bezieht sich auf Niccolò Machiavelli, der den Eid bricht, den er seinem Meister geleistet hat.

„As you know, I used the original meaning of the word Warlock, wǣrloga, which comes from Old English and means “oath-breaker”.

When the Witch of Endor calls Mars Ultor “Warlock”, she is, of course, referring to the last time he broke his oath and betrayed the humani. But […] Mars is NOT The Warlock of the title. The book is filled with oath-breakers, people changing sides, changing their minds. We have Billy and Machiavelli of course, but also Aten who may be betraying his world and Anubis who is betraying his brother. Then Josh betrays Sophie and of course Dee betrays everyone. And what about The Witch of Endor – what are her motives? […]

The Warlock – the oath-breaker – of the title refers to a character who has made the biggest change, the biggest decision and acts out of character.

And that is… Niccolò Machiavelli.“

„Wie ihr wisst, verwendete ich die ursprüngliche Bedeutung des Wortes Warlock, wǣrloga, das aus dem Altenglischen kommt und „Schwurbrecher“ bedeutet.

Als die Hexe von Endor Mars Ultor als „Warlock“ bezeichnet, bezieht sie sich natürlich auf das letzte Mal, als er seinen Eid gebrochen hat und die Humani betrogen hat. Aber Mars ist NICHT The Warlock aus dem Titel. Das Buch ist voll von Schwurbrechern, Leuten, die die Seite wechseln, die einen Sinneswandel erfahren. Wir haben natürlich Billy und Machiavelli, aber auch Aten, der möglicherweise seine Welt verrät, und Anubis, der seinen Bruder betrügt. Dann verrät Josh Sophie und Dee betrügt natürlich jeden. Und was ist mit der Hexe von Endor – was für Gründe hat sie? […]

The Warlock – der Schwurbrecher – des Titels bezieht sich auf eine Figur, die den größten Wandel erfahren, die größte Entscheidung gefällt hat und sich anders als sonst benimmt.

Und das ist … Niccolò Machiavelli.“

Im Deutschen entsteht der Eindruck, Mars Ultor sei die Titelfigur, da er der einzige Charakter ist, der mit Hexenmeister angesprochen wird. Die übrigen im Original als Warlock bezeichneten Figuren heißen im Deutschen einfach Schwurbrecher (ohne Bezug zum Titel).

## Vorgeschichte
Die Handlung schließt direkt an den vorangegangenen Band an.

## Handlung
Die Geschichte spielt gleichzeitig in der Gegenwart und der Vergangenheit (der Zeit vor dem Untergang von Danu Talis).

### Gegenwart

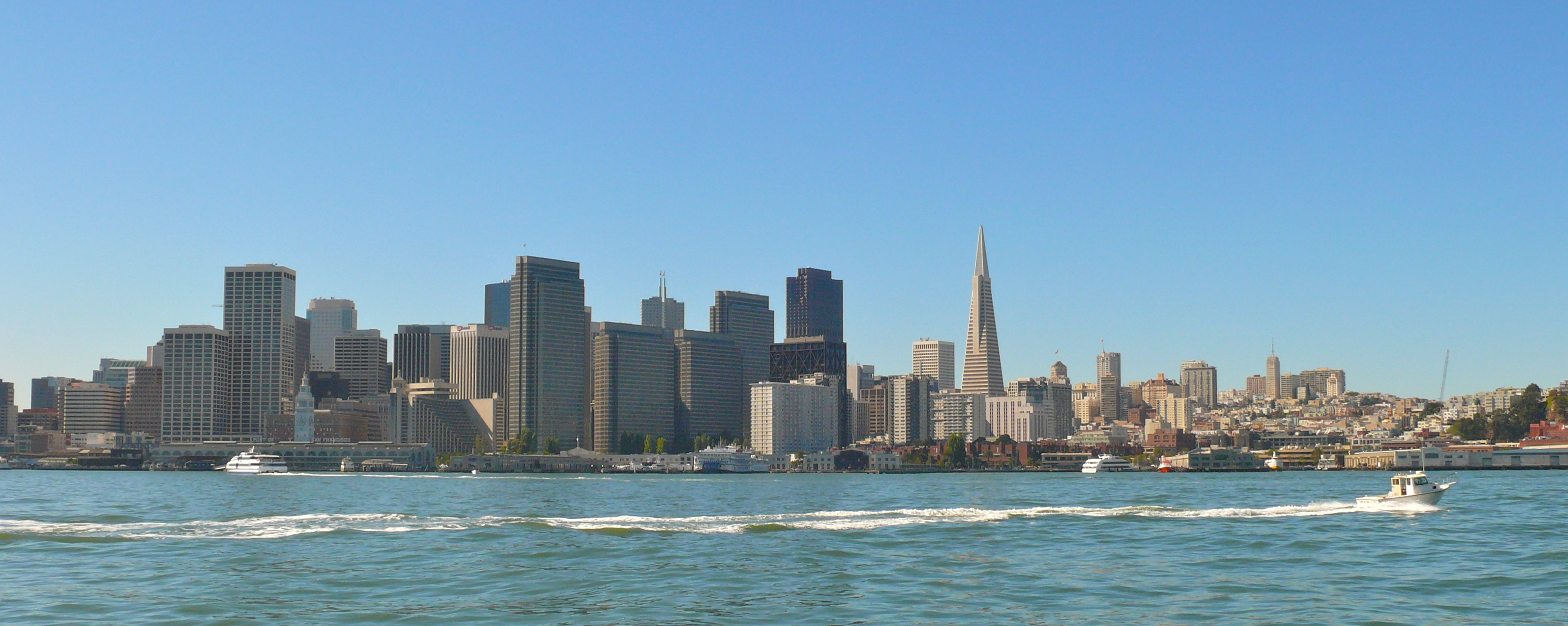
Am Embarcadero kämpfen Prometheus, Niten und die Flamels gegen den Lotan

Die Älteren Isis und Osiris verlassen auf Veranlassung der Hexe von Endor hin ihr Schattenreich und suchen in den Katakomben von Paris den dort gefangenen Mars Ultor auf. Dort treffen sie mit der Hexe zusammen, die Mars, ihren Mann, wieder von seinem Fluch befreit, sodass er Jagd auf Dr. John Dee machen kann.
Nicholas Flamel, Perenelle und Prometheus verlassen das Schattenreich Hades, das untergeht, da Prometheus sehr geschwächt ist. Sie machen sich auf den Weg zu Tsagaglalal, wo sie auf Niten und Sophie treffen. Sophie hat soeben entdeckt, dass ihre Tante Agnes die geheimnisvolle Tsagaglalal ist. Nicholas Flamel liegt derweil im Sterben. Einer alten Prophezeiung Marethyus folgend, wirkt Perenelle einen Zauber, um ihren Mann vor dem Tod zu retten. Dabei überträgt sie einen Tag ihres Lebens auf Nicholas, was aber gleichzeitig bedeutet, dass beide nach Ablauf eines Tages den Tod finden werden.
Josh, Dee und Virginia Dare fliehen von Telegraph Hill nach Alcatraz, wobei sie von Torbalan und Nereiden verfolgt werden. Dort angekommen, wollen sie Niccolò Machiavelli und Billy the Kid bei ihrem Auftrag unterstützen, die Monster von Alcatraz auf San Francisco loszulassen. Während Dee nun den Plan ausarbeitet, mithilfe der Elemente-Schwerter nach Danu Talis zu reisen und die Älteren zu besiegen, beschließen Machiavelli und Billy, den Auftrag ihrer Meister nicht auszuführen und somit die Zerstörung ihrer Welt zu verhindern. Sie werden aber von den anderen gefangen genommen; diese lassen den Lotan, einen siebenköpfigen Wasserdrachen auf San Francisco los. Virginia Dare lehrt Josh daraufhin die Luftmagie.
Die Ältere Hel, die sich an Dee rächen will, und ihr Onkel Odin, der immer noch Rache für den Tod von Hekate will, machen sich auf die Suche nach dem Magier. Dabei treffen sie auf Mars Ultor, der sich ebenfalls auf der Jagd befindet. Black Hawk bringt die drei Älteren im Auftrag Quetzalcoatls zu Tsagaglalal, damit alle gemeinsam gegen Dee vorgehen können. Tsagaglalal überreicht ihren neun Gästen auf smaragdene Tafeln geschriebene Briefe, die ihr Mann Abraham vor zehntausend Jahren geschrieben hat und in denen er Anweisungen hinterlassen hat. Im Anschluss machen sich Mars Ultor, Odin, Hel und Black Hawk auf den Weg nach Alcatraz, um Dee aufzuhalten; Nicholas und Perenelle Flamel, Niten und Prometheus begeben sich zum Embarcadero, um den Lotan zu bekämpfen. Tsagaglalal lehrt Sophie die Erdmagie.
Bevor der Lotan die Stadt erreicht, gelingt es Nicholas Flamel, ihn durch einen alchemistischen Vorgang in ein Ei zurückzuverwandeln. Sophie gelangt durch ihre Smaragd-Tafel direkt zu ihrem Bruder nach Alcatraz. Dort hat Dee zwar die Monster befreit, er wird aber sofort von Mars, Odin, Hel und Black Hawk angegriffen. Dee erschafft mithilfe der Elemente-Schwerter ein Zeittor nach Danu Talis, durch das er, Virginia Dare, Josh und auch Sophie schreiten.

### Vergangenheit

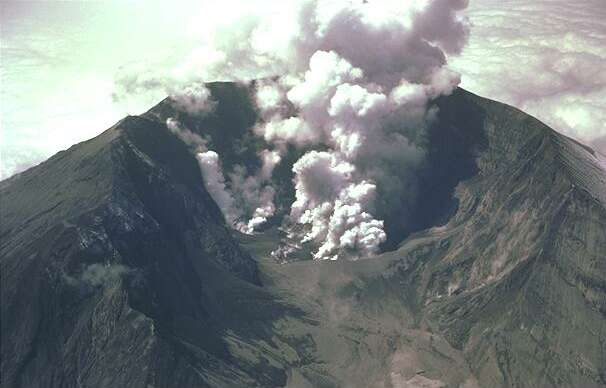
Auf Danu Talis dient ein Vulkankrater als ausbruchsicheres Gefängnis

Unter der Leitung von Marethyu sind Scathach, Johanna von Orléans, der Graf von Saint-Germain, Palamedes und William Shakespeare nach Danu Talis gelangt, in die Zeit vor dem Untergang. Doch sie werden sogleich von Vimanas, scheibenförmigen Fluggeräten, die mit Anpu-Kriegern besetzt sind, gefangen genommen und in einem Vulkankrater, den Huracan, eingesperrt. Marethyu wird vor Aten, den Herrn von Danu Talis geführt, den er dazu bringt, ihn freizulassen, damit er seinen Auftrag ausführen kann. Doch Atens Bruder Anubis, der die Anpu-Krieger anführt, beschließt zusammen mit seiner Mutter Bastet, Aten abzusetzen, da dieser Danu Talis offenbar an Marethyu verrät; die beiden wollen die Macht an sich reißen.
Abraham der Magier schickt seinen Vertrauten Prometheus zum Huracan, um Scathach, Johanna, Saint-Germain, Palamedes und Shakespeare zu befreien. Sie fliehen in einer Rukma, einer Kampf-Vimana, zum Turm Abrahams. Der Turm, Königs-Turm genannt, wird von Anpu belagert, doch Gilgamesch und Tsagaglalal haben die Verteidigung übernommen. Als der Kampf beinahe verloren ist, taucht Marethyu auf und rettet sie. Anschließend gibt Abraham ihnen allen den Auftrag, die Insel zu zerstören, da ansonsten die bekannte Welt aufhören würde, zu existieren.
John Dee, Virginia Dare und Josh und Sophie kommen schließlich auf Danu Talis an, wo Isis und Osiris sie erwarten. Dee erkennt in ihnen seine Meister und bittet um Verzeihung, Josh und Sophie erkennen in ihnen ihre Eltern.

## Figuren
Neu im fünften Band sind:

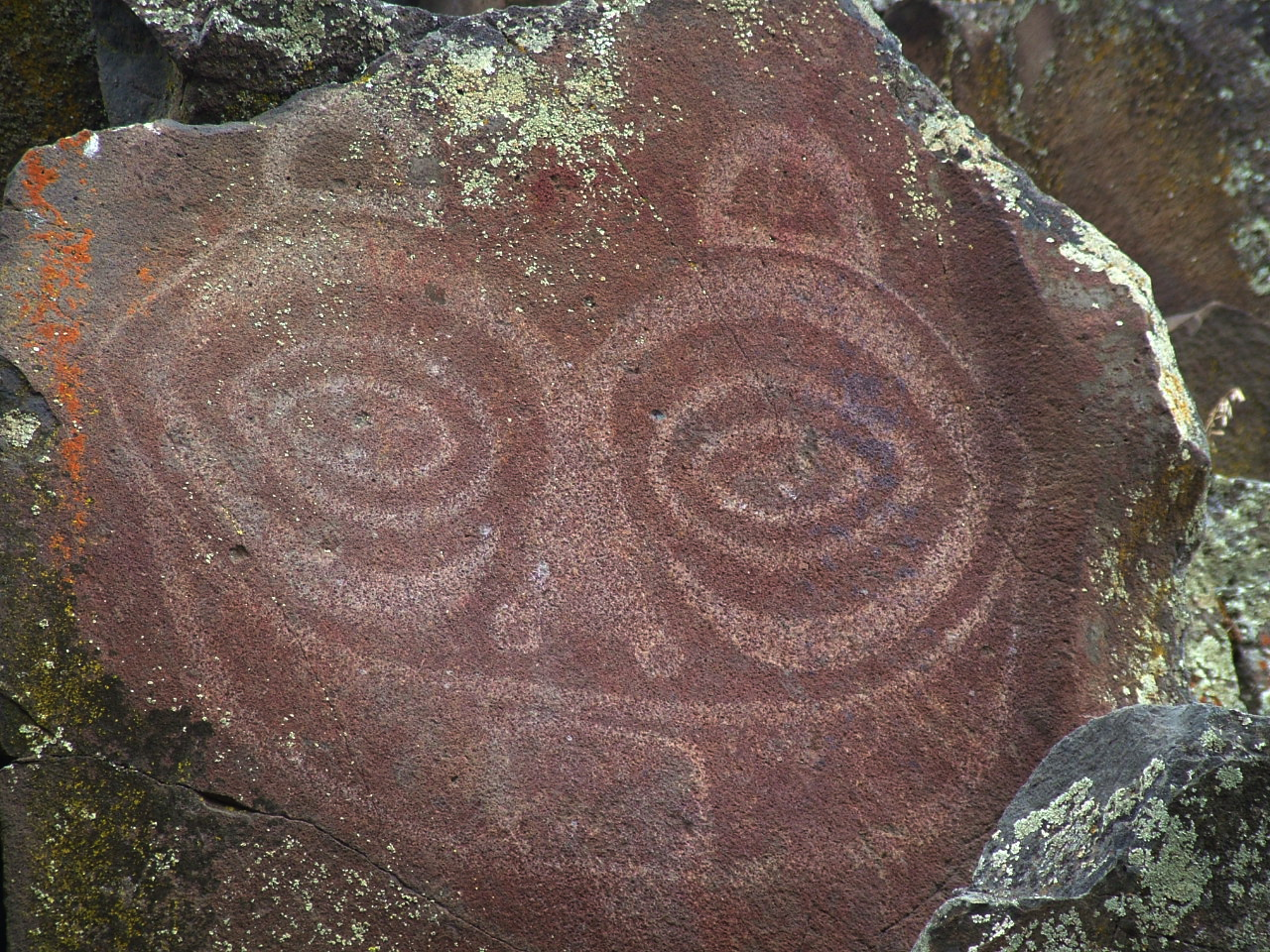
Tsagaglalal, die Wächterin

- Isis und Osiris: Die beiden Älteren leben in einem Schattenreich, das der untergegangenen Insel Danu Talis nachempfunden ist, herrschen aber über eine Vielzahl anderer Reiche. Sie sind Tante und Onkel von Aten und Anubis.
- Hel: Die Ältere war einst schön und lebte in einem kunstvollen Schattenreich aus Metall. Durch die Schuld von John Dee wurde ihre Welt zerstört und sie verwandelte sich in ein beinahe hundeähnliches Wesen. Sie schickt die Torbalan auf die Spur von Dee und verbündet sich mit ihrem Onkel Odin, um Dee zu töten.
- Tsagaglalal oder Die Wächterin: Sie ist die Schwester Gilgameschs und war die Frau Abrahams des Magiers. Sie beobachtete die Zwillinge seit ihrer Geburt in der Gestalt von Tante Agnes. Sie bringt die verschiedenen Charaktere dazu, sich gegen Dee zu verbünden und übergibt ihnen Botschaften ihres Mannes aus der Vergangenheit. Sie bildet Sophie in der Erdmagie aus. Der Geruch ihrer Aura ist Jasmin.
- Torbalan (Sackmänner; Boggarts): Diese Wesen werden von Hel auf die Jagd nach Dee geschickt. Dabei treten sie als Radfahrer auf, die einen Rucksack tragen, dessen gefährlichen Inhalt nur Wenige kennen.
- Der Lotan: Er ist ein siebenköpfiger Wasserdrache, den Nereus Machiavelli übergibt, um ihn auf San Francisco loszulassen. Er entzieht Wesen in seiner Umgebung die Aura und frisst sie darauf. Wenn ein frisch geschlüpfter Lotan in Berührung mit Wasser kommt, wächst er sogleich auf eine riesige Größe heran.

Die folgenden Figuren kommen in ihrer Vergangenheit vor:
- Abraham der Weise: Es ist unbekannt, was für ein Wesen er ist. Er lebt in einem kristallenen Turm auf Danu Talis, wo er die das Schicksal der Welt prophezeit. Mit der Zeit verhärtete sich seine Aura und er verwandelte sich in eine goldene Statue, weshalb er zuvor all sein Wissen im Codex niederschrieb.
- Prometheus und Gilgamesch: Sie sind Verbündete von Abraham.
- Tsagaglalal: Sie ist die Frau Abrahams und Schwester von Gilgamesch.
- Aten oder Akhenaten: Der Ältere folgte seinem Vater auf dem Thron von Danu Talis nach, verbündet sich aber schließlich mit Marethyu.
- Bastet: Sie ist die Mutter von Aten und Anubis und will zusammen mit Anubis Aten stürzen, der in ihren Augen ein Verräter ist.
- Anubis: Er erhält von seiner Mutter Bastet den Befehl, Aten, Marethyu und die übrigen Gefangenen zu töten.
- Anpu: Die Krieger mit Schakalkopf, roten Augen und Säbelzähnen stehen unter dem Befehl von Anubis. Sie sind für die Verteidigung von Danu Talis zuständig.
- Isis und Osiris: Sie unterstützen den Plan von Anubis und Bastet und empfangen Josh, Sophie, Dee und Virginia Dare auf Danu Talis. Dee spricht sie als „Meister“ an, für Josh und Sophie erweisen sie sich als Mutter und Vater.
- Megalodons: Sie sind riesige, haiähnliche Wesen, die in den Gewässern von Danu Talis leben.

## Rezeption

### Kritiken
Jan Chapman gab dem Buch im Magazin Voice of Youth Advocates die Höchstbewertung von fünf Punkten. Scott habe mit diesem Band neue Energie in die Serie gebracht; der Konflikt zwischen den Zwillingen reichere die actionreiche Geschichte mit Spannung an, zudem wirkten die Figuren entwickelter als bisher. Die Anhäufung der mythologischen Wesen sei wie immer ein wenig verwirrend, steigere aber Spaß und Aufregung. Die Nebenhandlung mit der Zeitreise zurück nach Atlantis sei gekonnt in Szene gesetzt und sehr unterhaltsam. Die kurzen und sehr anschaulichen Sätze trieben den Leser zusätzlich an und ergänzten das tolle Tempo der Handlung. Die Serie passe gut zu den Büchern von Rick Riordan.
Alissa LeMerise rezensierte im School Library Journal das Hörbuch und bezeichnete es als ein „must-have“ und ein „edge-of-the-seat“-Abenteuer: Es sei der nächste „aufregende, actionreiche“ Teil einer Serie, die wohl zu den bemerkenswertesten Vertretern moderner Fantasy gezählt werden könne. Keine der Figuren sei, wer sie vorgebe zu sein, und es gebe große Überraschungen. Der Cliffhanger am Ende steigere die Erwartungen auf den letzten Teil.
Im Main-Echo wurde geurteilt, die Serie passe perfekt ins Portfolio des Fantasy-Genres. Die Geschichte des Buches sei „fesselnd und voller schwarzer Magie, jenseits der Realitäten junger Leser und gerade deswegen so faszinierend“. Es würden sowohl männliche als auch weibliche Leser angesprochen.

### Platzierungen
Das Buch erreichte auf der Buchreport-Bestsellerliste Platz 21 (Hardcover/Belletristik) bzw. Platz 5 (Jugendbücher), auf der Börsenblatt-Bestsellerliste Platz 10. In der Bestsellerliste von USA Today erreichte die Originalausgabe Platz 13; in der Jugendserien-Bestsellerliste der New York Times stieg Die Geheimnisse des Nicholas Flamel wieder auf Platz 2 auf.

## Literarische Bezüge
Im 47. Kapitel zitiert Tsagaglalal die Zeile An sich ist nichts weder gut noch böse. Das Denken erst macht es dazu. aus Hamlet von William Shakespeare.

## Buchausgaben
- Michael Scott: The Secrets of the Immortal Nicholas Flamel – The Warlock. Delacorte Press, New York 2011, ISBN 978-0-385-73533-9.

- Michael Scott: Die Geheimnisse des Nicholas Flamel – Der schwarze Hexenmeister. cbj, München 2012, ISBN 978-3-570-15433-5 (gebundene Ausgabe).
- Michael Scott: Die Geheimnisse des Nicholas Flamel – Der schwarze Hexenmeister. cbj, München 2013, ISBN 978-3-570-40208-5 (Taschenbuch).

## Hörbuch
Es erschien kein deutschsprachiges Hörbuch.
Das englische Hörbuch ist ungekürzt und wird von Paul Boehmer gelesen. Es erschien am 24. Mai 2011 bei Listening Library. Alissa LeMerise lobte Boehmer im School Library Journal für die Verwendung charakteristischer Akzente und Tonfälle, mit denen er auf bemerkenswerte Weise die unterschiedlichsten Figuren porträtiere und die Geschichte zu sprühendem Leben erwecke.